# Apolysis trochila
Apolysis trochila är en tvåvingeart som först beskrevs av Daniel William Coquillett 1894.  Apolysis trochila ingår i släktet Apolysis och familjen svävflugor. Inga underarter finns listade i Catalogue of Life.